# Гармс, Светлана Александровна
Светлана Александровна Гармс (27 февраля 1935, п. Ишимбай — 18 сентября 1956, Москва) — советская легкоатлетка (прыжки в высоту). Член сборной команды СССР (1955—56). Чемпионка СССР (1955), РСФСР, Спартакиады народов РСФСР, бронзовый призёр Спартакиады народов СССР (все — 1956) по прыжкам в высоту. Выиграла международный (Москва, 1955) и всесоюзный (Киев, 1956) турнир. Чемпионка и рекордсменка РСФСР (1953) среди девушек по прыжкам в высоту.
Мастер спорта СССР (1956) по лёгкой атлетике.
Воспитанница спортивного общества «Красная звезда» (Уфа; тренер И.Ф.Алещукин).
Похоронена в Уфе.

## Память
В 1962—67 и в 2006 чемпионаты Уфы по лёгкой атлетике посвящены памяти Гармс.
В 1995 учреждён приз имени Гармс для чемпионки Башкортостана по прыжкам в высоту.